# 高麗笛

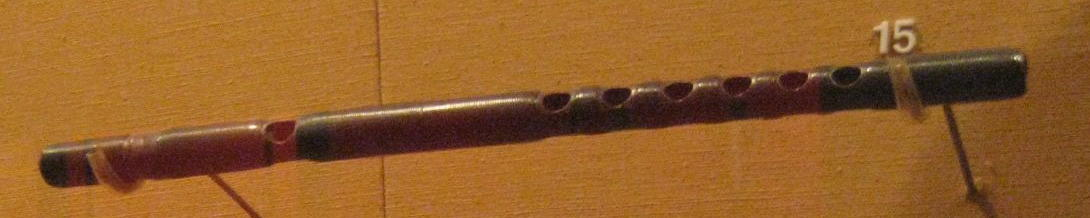
高麗笛

高麗笛是日本雅樂中使用的一种横吹管樂器，用於高麗樂、国風歌舞和東遊。
竹制，6孔，长36厘米，内径9厘米，音域为F♯5～E7。